# 二氧化铂
二氧化铂也称亚当斯催化剂或氧化铂，通常以一水合物的形式存在，是有机合成中氢化和氢解反应的催化剂，深褐色粉末。加热超过650℃时分解为金属铂和氧气。二氧化铂自身无催化活性，但遇氢气后，可转变为有催化活性的铂黑。

## 制备
一般由氯铂酸（H2PtCl6）或氯铂酸铵[(NH4)2PtCl6]和硝酸钠在500℃时共熔制备。最早由罗杰·亚当斯和他的学生V. Voorhees制得。该法中先生成硝酸铂，后者再分解放出氮氧化物和氧气，得二氧化铂。产物呈棕色饼状。需水洗以除去硝酸盐。然后可现制现用，也可置于干燥器中储存。
H2PtCl6  +  6 NaNO3  →  Pt(NO3)4  +  6 NaCl (aq)    +    2 HNO3
Pt(NO3)4   →  PtO2  +  4 NO2  +  O2
反应后失活的铂可用王水溶解，再用氨处理，以氯铂酸铵的形式回收。
水溶性的亚当斯催化剂胶体也已被开发出来。

## 应用
用于氢化、氢解、脱氢和氧化反应。反应中其被还原形成的金属铂（铂黑）是具活性的催化剂。
PtO2 + 4 H2 → Pt + 2 H2O
可将炔还原为烯。反应为顺式加成，得顺式烯。也可将硝基化合物还原为胺及将酮还原为醇。对官能团有选择性；控制条件下，可只将不饱和硝基化合物中的烯键还原。
在将硝基化合物还原至胺时，与钯类催化剂相比，使用铂催化剂更能避免氢解反应的发生。二氧化铂也可用于磷酸苯酯的氢解，而钯类催化剂则不能催化这类反应。反应过程对溶液的pH十分敏感，在纯乙酸或乙酸在其他溶剂中的溶液中的反应速率一般较快。

## 发展过程
发展二氧化铂前，有机物加氢常用胶体钯、胶体铂或铂黑作催化剂。胶体催化剂虽活性较强，但反应后很难与产物分离。这导致很多反应都是用铂黑催化进行，促使研究者改良铂黑的制备的方法。对此，亚当斯曾说：
|  | 我让学生去做催化还原，我们先是用铂黑催化剂，利用当时认为是最好的方法来制备，但铂黑的催化效果实在不好——同样方法制得的催化剂，有时有催化活性，有时就没有活性。于是我就开始研究活性铂黑更好的制备方法（从而导致了二氧化铂的发现）。 |

## 安全
二氧化铂自身基本无害，但它被氢气还原后形成的铂黑可自燃。反应中应保持铂黑润湿，避免与氧气接触。